# 阿尼特
阿尼特（英語：Anyte of Tegea），约活动于公元前3世纪早期。特戈亚女诗人，描写原生态的第一批田园诗人之一。现存警句约二十首，多为纪念死者的内容，其早期作品为动物而作。她的作品为同期诗人所赞颂并加以流传，颇具有影响力。

## 扩展阅读
- M. J. Baale, Studia in Anytes Poetriae Vitam et Carminum Reliquias  (Haarlem, 1903)
- Greek Anthology